# جيمس ريد (سياسي كندي، مواليد 1839)
جيمس ريد هو سياسي كندي، ولد في 14 نوفمبر 1839 في نيو برونزويك في كندا، وتوفي في 15 نوفمبر 1915. نشط حزبياً في الحزب الليبرالي الكندي. وقد انتخب عضو مجلس العموم الكندي عن دائرة Restigouche (federal electoral district) ‏ (7 نوفمبر 1900 – 15 نوفمبر 1915).